# Liste der französischen Kolonialverwalter von Laos

Flagge von Französisch-Laos

Laos war von 1893 bis zum Zweiten Weltkrieg ein Protektorat und in der Nachkriegszeit bis zum Ende des Indochinakrieges 1954 ein autonomes Königreich innerhalb Französisch-Indochinas. 
Die Liste der französischen Kolonialverwalter von Laos gibt alle Leiter der Kolonialadministration und Repräsentanten Frankreichs dieser Zeit an. Diese waren dem jeweiligen Generalgouverneur (später Hochkommissar) von Indochina unterstellt und führten daher lediglich den Titel eines Résident supérieur (Senior-Resident) beziehungsweise später Commissaire de la République (Kommissar der Republik). Der Sitz der Kolonialverwaltung war Vientiane.

## Einrichtung des Protektorats
| Amtszeit                   | Name                   | Anmerkungen                                                          |
| -------------------------- | ---------------------- | -------------------------------------------------------------------- |
| 1887 – Mitte 1894          | Auguste Pavie          | Vice-consul (Vize-Konsul) am Hof des Königs von Luang Prabang        |
| 1892                       | Victor-Alphonse Massie | Vizekonsul in Vertretung für Pavie (der nach Bangkok entsandt wurde) |
| Mitte 1894 – April 1895    | Auguste Pavie          | Commissaire général (Generalkommissar) von Laos                      |
| September 1895 – März 1896 | Léon Jules Boulloche   | Résident supérieur (Senior-Resident), diplomatische Mission          |

Laos wurde 1895 in zwei Gebiete eingeteilt (Bas-Laos und Haut-Laos), die jeweils von einem eigenen Commandant supérieur verwaltet wurden:
| Commandants supérieurs von Haut-Laos (Sitz in Luang Prabang) |                               |                          |
| Juni 1895 – März/April 1897                                  | Joseph Vacle                  | interim, erste Amtszeit  |
| Mai 1897 – Oktober 1898                                      | Louis Paul Luce               | interim                  |
| Oktober 1898 – April 1899                                    | Joseph Vacle                  | interim, zweite Amtszeit |
| Commandant supérieur von Bas-Laos (Sitz in Khong, Champasak) |                               |                          |
| Mai 1895 – April 1899                                        | Marie Auguste Armand Tournier |                          |

## Résidents supérieurs
Im April 1899 wurde die Zweiteilung von Laos rückgängig gemacht. Die beiden Commandants supérieurs wurden durch einen Résident supérieur ersetzt, der seinen Sitz in Vientiane hatte. Die Amtsträger wechselten sehr häufig; so gab es etwa während des Jahres 1931 sechs Residenten.
| Amtszeit                             | Name                                  | Anmerkungen                 |
| ------------------------------------ | ------------------------------------- | --------------------------- |
| April 1899 – Anfang 1903             | Marie Auguste Armand Tournier         |                             |
| Mitte 1903 – Mai 1906                | Georges Marie Joseph Mahé             | interim                     |
| Mai 1906 – April 1907                | Louis Saturnin Laffont                | interim                     |
| April 1907 – August 1910             | Georges Marie Joseph Mahé             |                             |
| August 1910 – Juli 1911              | Antoine Georges Amédeé Ernest Outrey  | Vertretung für Mahé         |
| Juni 1911 – Januar 1912              | Georges Marie Joseph Mahé             | Fortsetzung der Amtszeit    |
| Januar 1912 – Juli 1913              | Louis Antoine Aubry de la Noë         | interim                     |
| Juli 1913 – Oktober 1913             | Claude Léon Garnier                   | geschäftsführend            |
| Oktober 1913 – Februar 1914          | Jean Édouard Bourcier Saint-Chaffray  | interim                     |
| Mai 1914 – Mai 1918                  | Claude Léon Garnier                   | geschäftsführend            |
| Mai/Juni 1918 – April 1921           | Jules Georges Théodore Bosc           |                             |
| April 1921 – Januar 1923             | Joël Daroussin                        | Vertretung für Bosc         |
| Januar 1923 – Mai 1925               | Jules Georges Théodore Bosc           | Fortsetzung der Amtszeit    |
| Mai 1925 – Januar 1926               | Jean-Jacques Dauplay                  | Vertretung für Bosc         |
| Januar 1926 – Mai 1928               | Jules Georges Théodore Bosc           | Fortsetzung der Amtszeit    |
| Mai 1928 – Dezember 1928             | Paul Raimond Octane Le Boulanger      | Vertretung für Bosc         |
| Dezember 1928 – März 1931            | Jules Georges Théodore Bosc           | Fortsetzung der Amtszeit    |
| März 1931 – Mai 1931                 | Paul Raimond Octane Le Boulanger      | interim                     |
| März 1931                            | Pierre André Michel Pagès             | Amt nicht angetreten        |
| Mai 1931 – Juni 1931                 | Yves Charles Châtel                   |                             |
| Juni 1931 – Oktober/November 1931    | Paul Raimond Octane Le Boulanger      | interim                     |
| November 1931 – Februar 1932         | Jules Nicolas Thiebaut                | interim                     |
| Februar 1932 – Oktober/Dezember 1933 | Aristide Eugène Le Fol                |                             |
| Oktober/Dezember 1933 – Januar 1934  | Adrien Anthony Maurice Roques         | geschäftsführend            |
| Januar 1934 – Juli 1934              | Louis Frédéric Eckert                 | interim                     |
| Juli 1934 – August 1934              | Adrien Anthony Maurice Roques         | geschäftsführend            |
| August 1934 – November 1934          | Eugène Henri Roger Eutrope            |                             |
| November 1934 – Oktober 1935         | Frédéric Claire Guillaume Louis Marty | Vertretung für Eutrope      |
| Oktober 1935 – April 1938            | Eugène Henri Roger Eutrope            |                             |
| April 1938 – November 1940           | André Touzet                          |                             |
| November 1940 – Dezember 1941        | Adrien Anthony Maurice Roques         | interim                     |
| Dezember 1941 – März 1945            | Louis Antoine Marie Brasey            | von den Japanern inhaftiert |

## Zweiter Weltkrieg
Im März 1945 stürzten die Japaner die (Vichy-)französische Verwaltung, drängten König Sisavang Vong zur Erklärung der Unabhängigkeit und setzten eigene Verwalter ein: 
- Sako Masanori als Militärbefehlshaber in Vientiane
- Ishibashi als Oberster Berater in Luang Prabang

Im August wurden die Japaner von der Lao-Issara-Unabhängigkeitsbewegung unter der Führung von Prinz Phetsarath von der Macht verdrängt. 
Zur gleichen Zeit beschlossen die Siegermächte auf der Potsdamer Konferenz die Einteilung Indochinas in zwei Besatzungszonen (die allerdings für Laos nur auf dem Papier existierten): 
- General Lu Han (Republik China) nördlich des 16. Breitengrades (der Großteil von Laos)
- General Douglas Gracey (Britisch-Indien) südlich des 16. Breitengrades (Champasak und Umgebung)

## Commissaires de la République
Die Franzosen kehrten ab Ende 1945 nach Indochina zurück; Laos konnte allerdings erst Mitte 1946 von der Lao-Issara-Bewegung zurückerobert werden. Da den Kolonien auf der Konferenz von Brazzaville Autonomie (aber keine Unabhängigkeit) versprochen worden war, trugen die obersten Vertreter Frankreichs nun den Titel Commissaire de la République.
| Amtszeit                 | Name                            | Anmerkungen                           |
| ------------------------ | ------------------------------- | ------------------------------------- |
| August 1945 – April 1946 | Hans Imfeld                     | Militärbefehlshaber                   |
| April 1946 – Juli 1947   | Jean de Raymond                 |                                       |
| Juli 1947 – März 1948    | Maurice Marie Auguste Michaudel | interim                               |
| März 1948 – Ende 1949    | Alfred Gabriel Joseph Valmary   | interim                               |
| Ende 1949 – April 1953   | Robert Louis Aimable Régnier    |                                       |
| April 1953 – Januar 1954 | Miguel Joaquim de Pereyra       | Haut-commissaire/ Haut-représentant ? |
| Januar 1954 – 1955       | Michel Georges Eugène Bréal     | Haut-commissaire/ Haut-représentant ? |

Laos erlangte 1954 als Folge der französischen Niederlage die vollständige Unabhängigkeit. Bréals Nachfolger André Guibaut führte noch den Titel eines Haut-représentant, seine Nachfolger ab 1957 wurden jedoch nur noch als Botschafter (Ambassadeur) tituliert.